# East Huntspill
East Huntspill – wieś i civil parish w Anglii, w Somerset, w dystrykcie (unitary authority) Somerset. W 2011 civil parish liczyła 1146 mieszkańców. W obszar civil parish wchodzą także Cote, Hackness i Bason Bridge.